# Ernst Knoesel
Ernst Knoesel (* 19. Oktober 1929; † 28. Januar 2005) war ein deutscher Fußballspieler und Sportfunktionär.
Knoesel war in den 1950er-Jahren als Fußballspieler aktiv. Unter anderem gehörte er dem Kader des Oberligisten SpVgg Fürth an.
Zu Beginn der 1970er-Jahre arbeitete er im Organisationskomitee der Olympischen Sommerspiele in München mit. Kurz nach den Spielen wechselte er an die Spitze des Bayerischen Fußball-Verbandes, die er bis 1998 innehielt und wurde später Vizepräsident des Deutschen Fußball-Bundes. Zudem leitete er für mehr als 20 Jahre als Präsident die Geschicke des Süddeutschen Fußball-Verbands, zu dessen Ehrenpräsident er ernannt wurde.
Von 1973 bis 1983 war Knoesel Vizepräsident des Bayerischen Landes-Sportverbandes und danach bis 1998 dessen Schatzmeister. Im Zuge der Finanzaffäre um die Sportschule Oberhaching trat er zurück.
Ernst Knoesel starb ab 28. Januar 2005 nach schwerer Krankheit im Alter von 75 Jahren. 

## Ehrungen
- Verdienstkreuz 1. Klasse der Bundesrepublik Deutschland
- Großes Verdienstkreuz der Bundesrepublik Deutschland
- Bayerischer Verdienstorden
- Ordre national du Mérite (Frankreich)
- Ehrennadel in Gold der Landeshauptstadt München
- BFV Ehrenamtspreisverleihung 1996

| Personendaten    | Personendaten                                |
| ---------------- | -------------------------------------------- |
| NAME             | Knoesel, Ernst                               |
| KURZBESCHREIBUNG | deutscher Fußballspieler und Sportfunktionär |
| GEBURTSDATUM     | 19. Oktober 1929                             |
| STERBEDATUM      | 28. Januar 2005                              |
| STERBEORT        | München                                      |